# Kris Peeters

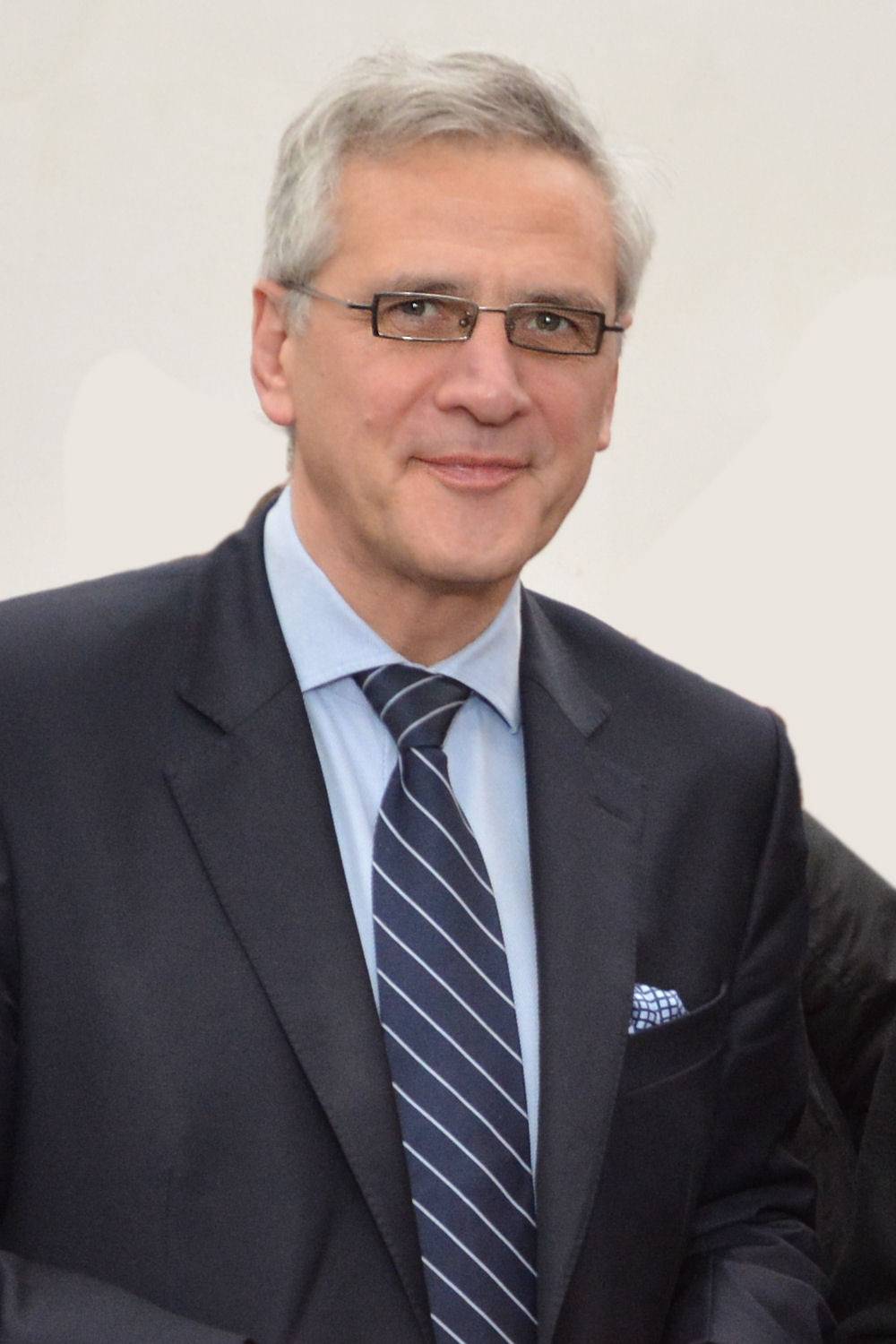
Kris Peeters (2014)

Kristiaan Peeters (* 18. Mai 1962 in Rumst) ist ein belgischer Politiker der Christen-Democratisch en Vlaams (CD&V). Er war von 2007 bis 2014 Ministerpräsident von Flandern als Nachfolger von Yves Leterme. 2014 bis 2019 war er Vize-Premierminister und föderaler Minister für Arbeit, Wirtschaft und Verbraucher sowie Beauftragter für den Außenhandel in der Regierung Michel I und Michel II. Seit Januar 2021 ist er Vizepräsident der Europäischen Investitionsbank.

## Leben
Kris Peeters wuchs in einem christlich-demokratisch orientierten Elternhaus auf. Sein Vater war über lange Jahre Vorsitzender der Christelijke Volkspartij (CVP) in Ruisbroek. Peeters studierte Jura und Philosophie an den Universitaire Faculteiten Sint-Ignatius Antwerpen (UFSIA), einer Studieneinrichtung, die später Teil der Universität Antwerpen wurde. Er arbeitete von 1986 bis 1988 als Anwalt und danach (1988–1991) als Berater beim NCMV-Studiedienst.
Im Anschluss (1989–1991) nahm er eine Dozententätigkeit am Postuniversitair Centrum Limburg (LUC) auf. 1991 kehrte er zum NCMV-Studiedienst zurück und hatte dort bis 1994 die Position des Direktors inne. 1994 stieg er beim NCMV (Nationaal Christelijk Middenstandsverbond) zum Generalsekretär auf, eine Stellung, die er bis 1999 innehatte. Ab 1999 war er als gedelegeerd bestuurder weiterhin an der Spitze dieser Organisation und baute sie erfolgreich zum flämischen Unternehmerverband UNIZO (Unie van Zelfstandige Ondernemers) um.
Nach zehn Jahren an der Spitze verließ er im Jahr 2004 diese Organisation, um Minister für 'Openbare Werken, Havens, Energie, Leefmilieu en Natuur' in der flämischen Regierung zu werden, obwohl er kein Abgeordneter des flämischen Parlaments war. Als Yves Leterme im Juni 2007 belgischer Ministerpräsident wurde, war Peeters der einzige zurückgebliebene CD&V-Politiker in der flämischen Koalitionsregierung und trat dadurch die Nachfolge von Leterme an. Am 28. Juni 2007 wurde er vereidigt und zog in den Amtssitz des flämischen Ministerpräsidenten am Martelarenplein in Brüssel ein. Nach den erfolgreich verlaufenen Wahlen vom 7. Juni 2009 bildete Peeters sein zweites Kabinett, bestehend aus seiner eigenen Partei CD&V und den Koalitionspartnern von sp.a und N-VA. In diesem zweiten Kabinett trug er auch die ministerielle Verantwortung für die Bereiche Landwirtschaft, Meeresfischerei, Ländlicher Raum und Äußere Angelegenheiten.
Nach den Wahlen vom Mai 2014 in Belgien, bei der Bart De Wevers N-VA sowohl auf föderaler wie auf flämischer Ebene zulegen konnte, kündigte Peeters am 26. Mai 2014 den Rücktritt seiner flämischen Regierung an. Peeters war der Ansicht, dass aufgrund des Wahlergebnisses die Initiative zur Regierungsbildung in Flandern bei Bart de Wever liege. Andererseits war Kris Peeters auch als zukünftiger belgischer Ministerpräsident im Gespräch. Am 25. Juli 2014 wurde Peeters dann vom bisherigen flämischen Innenminister Geert Bourgeois als Ministerpräsident abgelöst.
Bei der Europawahl in Belgien 2019 wurde Peeters in das Europäische Parlament gewählt. Am 11. Januar 2021 legte er sein Mandat nieder, um seinen Posten als neuer Vizepräsident der Europäischen Investitionsbank anzutreten. Für ihn rückte Tom Vandenkendelaere in das Europäische Parlament nach. 
Kris Peeters wohnt in Puurs in der Provinz Antwerpen und ist dort auch seit 2007 Mitglied im Gemeinderat.
Peeters war in seiner Zeit als flämischer Ministerpräsident einer der populärsten flämischen Politiker. Im Jahre 2012 führte er sogar die Liste der populärsten Politiker mit knappem Vorsprung vor Bart De Wever an.

## Politische Positionen

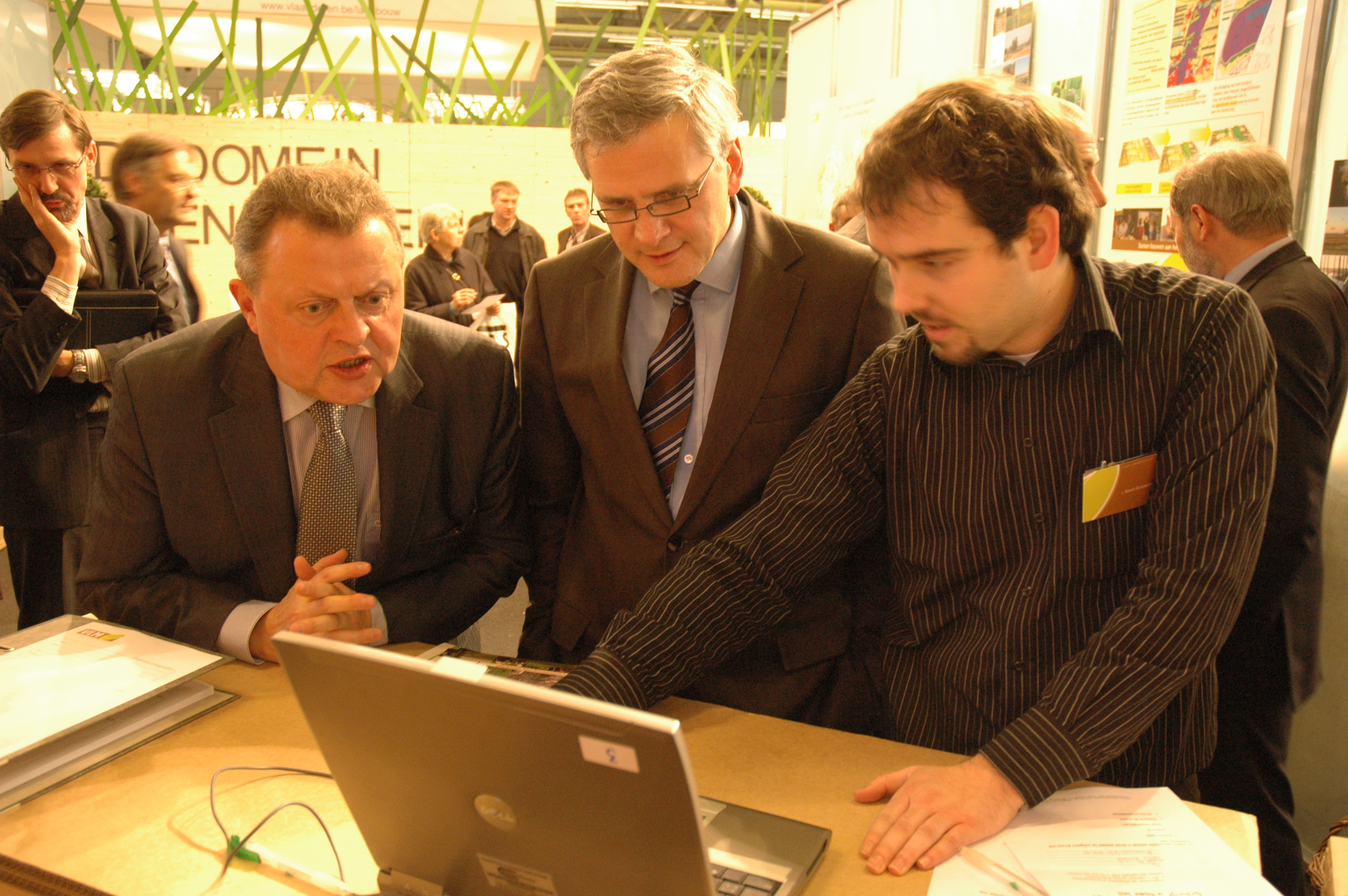
Kris Peeters auf der Landwirtschaftsmesse agriflanders
in Gent im Jahr 2009

Kris Peeters sieht Flanderns Zukunft innerhalb von Belgien, ganz im Gegensatz zur Nieuw-Vlaamse Alliantie (N-VA) von Bart De Wever. Politisch setzt sich Peeters deshalb für eine Umsetzung der Sechsten Staatsreform ein. Andererseits wird von französischsprachigen Politikern, wie dem ehemaligen Ministerpräsidenten der Brüsseler Region Picqué, behauptet, dass Peeters sich selbst "Konföderalist" nenne, ein Etikett, mit dem sich Bart De Wever, der offen für die Unabhängigkeit Flanderns eintritt, gerne schmückt.

## Nachweise
1. ↑  Lebenslauf von Kris Peeters: Kris Peeters - CV (niederländisch)
2. ↑  Vereidigung von Kris Peeters bei: nieuwsblad.be (niederländisch)
3. ↑  kris-peeters launches new government (14. Juli 2009) flanderstoday.eu (Memento vom 17. Dezember 2010 im Internet Archive) (englisch)
4. ↑  Liste der flämischen Regierungskoalitionen: parties-and-elections.eu (Memento vom 28. Januar 2013 im Internet Archive)
5. ↑  Flämische Separatisten legen zu, NZZ vom 25. Mai 2014
6. ↑  Peeters: "Initiatief bij De Wever" (Memento vom 8. August 2014 im Internet Archive) in Het Laatste Nieuws vom 26. Mai 2014
7. ↑  Peeters: "Initiatief bij De Wever"  in Knack vom 26. Mai 2014
8. ↑  Peeters volgt nog geen lessen Frans. In: De Morgen. 13. Juni 2014, archiviert vom Original am 15. Juni 2014 (niederländisch).
9. ↑  Kris Peeters neuer Vizepräsident der Europäischen Investitionsbank. 12. Januar 2021, abgerufen am 5. Februar 2021.
10. ↑  MP Peeters bleibt beliebtester Politiker bei vrtnieuws (15. Sept. 2012): deredactie.be (deutsch)
11. ↑  Millimeterspurt tussen Peeters en De Wever in De Standaard vom 14. Sept. 2012: standaard.be (niederländisch)
12. ↑  Liste der 20 populärsten Politiker in Flandern, veröffentlicht am 14. Sept. 2012: standaard.be
13. ↑  Sechs Staatsreformen in 41 Jahren , ein vrtnieuws-Artikel vom 19. Juli 2012: deredactie.be (Seite nicht mehr abrufbar, festgestellt im April 2019. Suche in Webarchiven)
14. ↑  Plan B, falls Belgien doch auseinanderfällt, ein vrtnieuws-Artikel vom 10. Sept. 2012: deredactie.be
15. ↑  De Wever: "2013, Jahr des Konföderalismus", ein vrtnieuws-Artikel vom 6. Januar 2013: deredactie.be

| Personendaten    | Personendaten                                                   |
| ---------------- | --------------------------------------------------------------- |
| NAME             | Peeters, Kris                                                   |
| ALTERNATIVNAMEN  | Peeters, Kristiaan (vollständiger Name)                         |
| KURZBESCHREIBUNG | belgischer Politiker der Christen Democratisch en Vlaams (CD&V) |
| GEBURTSDATUM     | 18. Mai 1962                                                    |
| GEBURTSORT       | Rumst                                                           |